# オロ (企業)
株式会社オロ（英文社名：oRo Co., Ltd.）は、東京都目黒区目黒に本社を置く、日本の情報サービス企業。

## 概要
オロはインターネット・バブル期の1999年に、川田篤と日野靖久によりソフトウェアの受託開発を行う企業として設立された。ZAC Enterpriseなどの中小企業向けクラウドサービスの提供や、デジタルトランスフォーメーション化支援事業などを手掛ける
。

## 沿革
- 1999年 - 東京都荒川区に有限会社オロを設立[8]。
- 2000年 - 株式会社オロに改組[8]。
- 2006年 - 東京都目黒区目黒に本社を移転[8]。
- 2012年 - マレーシアにoRoMalaysiaSdn.Bhd.を設立[8]。
- 2013年 - ベトナムにoRoVietnamCo.,Ltd.を設立。シンガポールにoRoTechnologySingaporePte.Ltd.を設立[8]。
- 2014年 - タイ王国にoRo（Thailand）Co.,Ltd.を設立[8]。
- 2016年 - 台湾に台灣奧樂股分有限公司を設立。中華人民共和国に大連奥楽広告有限公司を設立[8]。
- 2017年 - 東京証券取引所マザーズに上場[8]。
- 2018年 - 東京証券取引所市場第一部へ市場変更[8]。